# بيرل لوك
بيرل لوك (بالإنجليزية: Pearl Luke)‏ (21 مارس 1958)؛ روائية كندية.